# Filoteu Cocci
Filoteu Cocci (en llatí Philoteus Coccinus, en grec antic Φιλοθεύς) era patriarca de Constantinoble al segle xiv.
Devia néixer a inicis del segle xiv, i va prendre els hàbits de molt jove. Va viure uns anys com a monjo al Monestir de la Gran Laura al Mont Atos, i després va ser superior del convent de Santa Laura al Sinaí. Fou nomenat bisbe d'Heraclea Pòntica abans del 1354, en data no precisada.
Cap a l'any 1354 l'emperador Joan VI Cantacuzè el va utilitzat per aconseguir la reconciliació entre el seu fill Miquel i el seu gendre Joan V Paleòleg El mateix any va resultar escollit patriarca, succeint a Cal·list I (1350-1354), que més tard va recuperar el càrrec quan Joan Paleòleg va entrar a Constantinoble l'any 1355. Cal·list va morir al cap de pocs anys (1363) i Filoteu va retornar al patriarcat, i va mantenir el lloc fins al 1376. El va succeir Macari de Constantinoble.

## Obres
Va escriure una gran quantitat d'obres que Fabricius relaciona. Les més importants van ser:
- Liturgia et Ordo instituendi Diaconum.
- Libri XV Antirrhetici, una defensa del seu famós amic Gregori Palamàs.
- Sermo Encomiasticus in tres Hierarchas, Basilium, Gregorium Theologum, et Joannem Chrysostomum
- Oratio in tertiam Jejuniorum Dominicam
- Refutatio Anathematismorum ab Harmenopulo scriptorum
- Confutatio Capitum XIV Acindymi et Barlaami
- Homilia
- Compendium de Oeconomia Christi.[1]